# Hamburg European Open 2020 - Qualificazioni singolare
Le qualificazioni del singolare maschile dell'Hamburg European Open 2020 sono state un torneo di tennis preliminare per accedere alla fase finale della manifestazione. I vincitori dell'ultimo turno sono entrati di diritto nel tabellone principale. In caso di ritiro di uno o più giocatori aventi diritto a questi sono subentrati i lucky loser, ossia i giocatori che hanno perso nell'ultimo turno ma che avevano una classifica più alta rispetto agli altri partecipanti che avevano comunque perso nel turno finale.

## Teste di serie
1. Tennys Sandgren (qualificato)
2. Yoshihito Nishioka (direttamente nel tabellone principale)
3. Gilles Simon (ultimo turno, lucky loser)
4. Aleksandr Bublik (ultimo turno, lucky loser)

1. Tommy Paul (qualificato)
2. Pablo Cuevas (qualificato)
3. Juan Ignacio Londero (primo turno)
4. Jiří Veselý (qualificato)

## Qualificati
1. Tennys Sandgren
2. Jiří Veselý

1. Pablo Cuevas
2. Tommy Paul

### Lucky loser
1. Gilles Simon

1. Aleksandr Bublik

## Tabellone qualificazioni

### Legenda
| - Q = Qualificato - WC = Wild card - LL = Lucky loser | - ALT = Alternate - SE = Special Exempt - PR = Protected Ranking | - w/o = Walkover - r = Ritirato - d = Squalificato |

### Sezione 1
|  | Primo turno | Primo turno          | Primo turno          | Primo turno | Primo turno |  |  | Ultimo turno | Ultimo turno    | Ultimo turno    | Ultimo turno | Ultimo turno |  |
|  |             |                      |                      |             |             |  |  |              |                 |                 |              |              |  |
|  | 1           | Tennys Sandgren      | Tennys Sandgren      | 6           | 7           |  |  |              |                 |                 |              |              |  |
|  |             | Mikael Ymer          | Mikael Ymer          | 3           | 62          |  |  | 1            | Tennys Sandgren | Tennys Sandgren | 6            | 7            |  |
|  |             | Radu Albot           | Radu Albot           | 7           | 6           |  |  |              | Radu Albot      | Radu Albot      | 1            | 64           |  |
|  | 7           | Juan Ignacio Londero | Juan Ignacio Londero | 65          | 4           |  |  |              |                 |                 |              |              |  |

### Sezione 2
|  | Primo turno | Primo turno   | Primo turno   | Primo turno | Primo turno |  |  | Ultimo turno | Ultimo turno | Ultimo turno | Ultimo turno | Ultimo turno |  |
|  |             |               |               |             |             |  |  |              |              |              |              |              |  |
|  | Alt         | Lenny Hampel  | Lenny Hampel  | 6           | 7           |  |  |              |              |              |              |              |  |
|  | WC          | Marvin Möller | Marvin Möller | 2           | 67          |  |  | Alt          | Lenny Hampel | Lenny Hampel | 4            | 0            |  |
|  | WC          | Milan Welte   | Milan Welte   | 4           | 4           |  |  | 8            | Jiří Veselý  | Jiří Veselý  | 6            | 6            |  |
|  | 8           | Jiří Veselý   | Jiří Veselý   | 6           | 6           |  |  |              |              |              |              |              |  |

### Sezione 3
|  | Primo turno | Primo turno     | Primo turno     | Primo turno | Primo turno |  |  | Ultimo turno | Ultimo turno | Ultimo turno | Ultimo turno | Ultimo turno |  |
|  |             |                 |                 |             |             |  |  |              |              |              |              |              |  |
|  | 3           | Gilles Simon    | Gilles Simon    | 6           | 6           |  |  |              |              |              |              |              |  |
|  | WC          | Mats Rosenkranz | Mats Rosenkranz | 1           | 1           |  |  | 3            | Gilles Simon | Gilles Simon | 4            | 62           |  |
|  | Alt         | Kevin Krawietz  | Kevin Krawietz  | 6           | 64          |  |  | 6            | Pablo Cuevas | Pablo Cuevas | 6            | 7            |  |
|  | 6           | Pablo Cuevas    | Pablo Cuevas    | 7           | 7           |  |  |              |              |              |              |              |  |

### Sezione 4
|  | Primo turno | Primo turno      | Primo turno      | Primo turno | Primo turno |  |  | Ultimo turno | Ultimo turno     | Ultimo turno     | Ultimo turno | Ultimo turno |  |
|  |             |                  |                  |             |             |  |  |              |                  |                  |              |              |  |
|  | 4           | Aleksandr Bublik | Aleksandr Bublik | 6           | 7           |  |  |              |                  |                  |              |              |  |
|  | Alt         | Mats Moraing     | Mats Moraing     | 2           | 5           |  |  | 4            | Aleksandr Bublik | Aleksandr Bublik | 4            | 4            |  |
|  |             | João Sousa       | João Sousa       | 1           | 3           |  |  | 5            | Tommy Paul       | Tommy Paul       | 6            | 6            |  |
|  | 5           | Tommy Paul       | Tommy Paul       | 6           | 6           |  |  |              |                  |                  |              |              |  |